# Colonia Agrícola Ollitas de las Vacas
Colonia Agrícola Ollitas de las Vacas är en ort i Mexiko.   Den ligger i kommunen Ciudad del Maíz och delstaten San Luis Potosí, i den centrala delen av landet, 400 km norr om huvudstaden Mexico City. Colonia Agrícola Ollitas de las Vacas ligger 1 408 meter över havet och antalet invånare är 201.
Terrängen runt Colonia Agrícola Ollitas de las Vacas är kuperad. Runt Colonia Agrícola Ollitas de las Vacas är det glesbefolkat, med 11 invånare per kvadratkilometer. Närmaste större samhälle är San Antonio, 15,2 km söder om Colonia Agrícola Ollitas de las Vacas. I omgivningarna runt Colonia Agrícola Ollitas de las Vacas växer huvudsakligen savannskog.